# Grisma
Un grisma è la combinazione di un prisma e un reticolo di diffrazione disposti in modo tale che la luce di una certa lunghezza d'onda centrale vi passi attraverso. Il vantaggio di questa disposizione è che la stessa fotocamera può essere utilizzata sia per l'imaging (senza il grism) che per la spettroscopia (con il grism) senza dover essere spostata. I grismi vengono inseriti in un fascio di luce già collimato. Quindi creano uno spettro disperso centrato sulla posizione dell'oggetto all'interno del campo della fotocamera.
La risoluzione di un grisma è proporzionale alla tangente dell'angolo tra le superfici di input e output del prisma più o meno allo stesso modo in cui le risoluzioni dei reticoli sono proporzionali all'angolo tra l'input e la normale al reticolo.

## Utilizzo di grismi nel James Webb Space Telescope

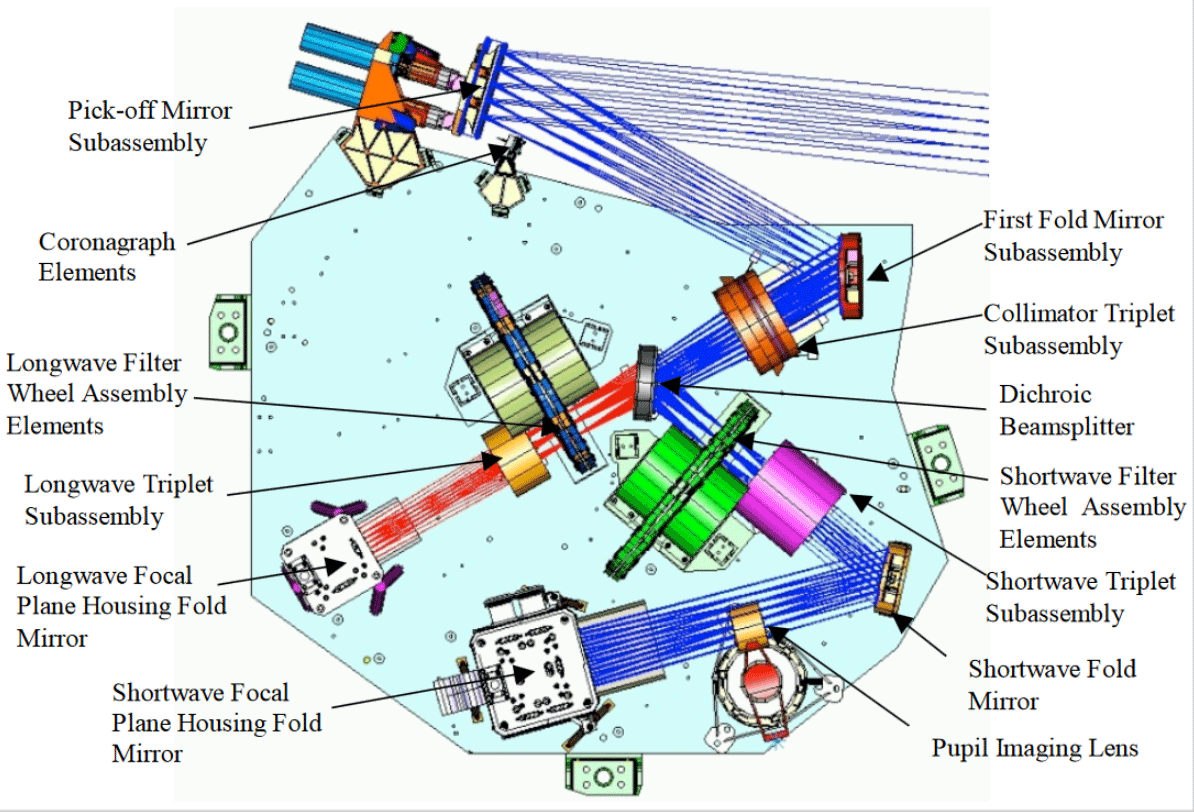
Schema dell'ottica della NIRCam del JWST che utilizza grismi.

Il sistema di rilevamento del fronte d'onda disperso (come parte dello strumento NIRCam) sul telescopio spaziale James Webb utilizza dei grismi. Ogni modulo della NIRCam contiene 2 grismi che disperdono lo spettro in direzioni ortogonali.